# Georgias flag
Georgias flag består af tre vandrette striber i rødt over hvidt over rødt og har en blå kanton hvor delstatens våben er placeret i en kreds af tretten stjerner. De tretten stjerner repræsenterer delstaterne som først gik sammen til USA og at Georgia var en af disse. Flaget er for øvrigt identisk med et af de tre nationalflag som blev ført af Konføderationen, det såkaldte Stars and Bars. Flaget blev indført 8. maj 2003 og er USA's yngste delstatsflag. 

## Flaghistorie og flagstrid
Georgias delstatsflag blev indført efter en langvarig politisk strid om delstatsflaget og brug af symboler for Konføderationen, specielt sydstatskorset. Delstatens første flag var blåt med våbnet i midten, men dette blev ikke officielt vedtaget. Det første officielt vedtagne delstatsflag blev indført i 1879 og bestod af et blåt felt ved stangen med resten af dugen i vandrette striber i rødt, hvidt og rødt. Dette var Sydstaternes flag uden stjerner. Flaget blev ført indtil 1902 da delstatens segl blev sat i det blå felt. Med visse variationer i udførelsen af våbnet, blev dette flag ført frem til omkring 1920, da delstatens segl mere og mere kom i brug i stedet for våbenmærket. 
I 1956 fik delstatsflaget nyt udseende, da flagets frie ende blev skiftet ud med det såkaldte Sydstatskors, fanen Konføderationens tropper førte i borgerkrigen. Ændringen skete i tiden da sydstaternes raceadskillesespolitik stod under stærkt pres af føderale myndigheder. Indførelsen af Sydstatskorset må anses som en symbolsk handling på modstand mod ophævelse af raceadskillesespolitikken, selv om ændringen i eftertiden officielt blev forklaret som et ønske om at hædre upolitiske soldatværdier som loyalitet, mod og tapperhed fra borgerkrigstiden. Kampagnen tog sigte på at få flagskifte til de olympiske lege i Atlanta i 1996, men dette lykkedes ikke, da flaget fra 1956 havde mange tilhængere og stor støtte både blandt politikere og befolkningen ellers, da særligt delstatens hvide befolkning. 
I 2001 fik guvernør Roy Barnes ændret flaget efter en overraskende politisk manøvre. Et nyt flag, som det var meningen ikke skulle vække politiske associationer blev indført. Flaget var tegnet af arkitekten Cecil Alexander og bestod af en blå dug med delstatens segl omgivet af stjerner i midten og med delstatens flaghistorie på et gult bånd i den nederste del af dugen. Her var også sydstatsymboler med, men meget nedtonet. Dette komplicerede flag, som i tillæg til alle motiver også fik påskriften "In God We Trust", blev aldrig populært. Guvernør Barnes led nederlag i valget, og den nye guvernør, Sonny Perdue, som var gået til valg med løftet om folkeafstemning om delstatsflaget, gik ind for et nyt flag. Vælgerne, som nok antog at folkeafstemningen ville stå mellem flaget fra 1956 og 2001, fik i stedet valget mellem det fra 2001 og et nyt flag vedtaget af guvernør Perdue 8. maj 2003. Dette benyttede også sydstatssymbolik, men ikke det politiserende sydstatskors. Guvernørens nye flag fik 73 procent af stemmerne i folkeafstemningen som blev afholdt 2. marts 2004 og Georgias flag har siden været det samme.